# Modelo da bandeira francesa

A bandeira da França é um triband de três cores

O modelo da bandeira francesa é uma definição conceitual de um morfógeno, descrito por Lewis Wolpert na década de 1960.   Um morfógeno é definido como uma molécula de sinalização que atua diretamente nas células (não por indução serial) para produzir respostas celulares específicas dependentes da concentração de morfógeno. Durante o desenvolvimento inicial, os gradientes de morfógeno geram diferentes tipos de células em ordem espacial distinta. O padrão da bandeira francesa é frequentemente encontrado em combinação com outros: o desenvolvimento de membros vertebrados é um dos muitos fenótipos que exibem um padrão de Turing sobreposto a um padrão complementar. 

## Resumo
No modelo da bandeira francesa, a bandeira francesa é usada para representar o efeito de um morfógeno na diferenciação celular: um morfógeno afeta os estados celulares com base na concentração, esses estados são representados pelas diferentes cores da bandeira francesa: altas concentrações ativam um "azul", concentrações mais baixas ativam um gene "branco", com "vermelho" servindo como o estado padrão nas células abaixo do limite de concentração necessário.
O modelo da bandeira francesa foi defendido pelo principal biólogo da Drosophila, Peter Lawrence. Christiane Nüsslein-Volhard identificou o primeiro morfógeno, Bicoid, um dos fatores de transcrição presentes em um gradiente no embrião sincicial de Drosophila. Dois laboratórios, o de Gary Struhl e o de Stephen Cohen, demonstraram que uma proteína de sinalização secretada, Decapentaplegic (o homólogo da Drosophila do fator de crescimento transformador beta), atuou como um morfógeno durante os estágios posteriores do desenvolvimento da Drosophila. A substância governa o padrão de desenvolvimento do tecido e, em particular, as posições dos vários tipos de células especializadas dentro de um tecido. Ele se espalha a partir de uma fonte localizada e forma um gradiente de concentração através de um tecido em desenvolvimento.
Morfógenos bem conhecidos incluem: decapentaplégico /fator de crescimento transformador beta, Hedgehog/Sonic hedgehog, Wingless/Wnt, fator de crescimento epidérmico e fator de crescimento de fibroblastos.
Alguns dos primeiros e mais bem estudados morfógenos são fatores de transcrição que se difundem nos primeiros embriões de Drosophila melanogaster (mosca da fruta). No entanto, a maioria dos morfógenos são proteínas secretadas que sinalizam entre as células.